# Abdul Majid Kubar
Abdul Majid Kabar, född 9 maj 1909 i Tripoli, död 4 oktober 1988, var Libyens premiärminister mellan 26 maj 1957 och 17 oktober 1960, dvs. under monarkin. Kabar var även utrikesminister från den 14 mars till den 26 maj 1957 och från den 11 oktober 1958 till den 16 oktober 1960.